# Provincies van Denemarken (1970-2006)
Denemarken was van 1970 tot en met 31 december 2006 verdeeld in dertien provincies (amter), tot en met 31 december 2002 in 275 (Bornholm sinds 1 januari 2003 één gemeente), tot 31 december 2005 in 271 (Ærø sinds 1 januari 2006 één gemeente), tot 31 december 2006 in 270 gemeentes (kommuner), zie Deense gemeenten per provincie. De indeling in dertien (aanvankelijk 14) provincies was bij de bestuurlijke herindeling van 1 april 1970 ontstaan. Bij deze herindeling werd het aantal gemeenten gereduceerd van 1345 (1257 landgemeente;88 marktsteden) (1965) tot 275 (1 april 1974) en het aantal provincies van 25 tot 14 (1 april 1970). De indeling van Denemarken in amter dateerde van 1793.
| 1. Kopenhagen (gemeente) 2. Frederiksberg (gemeente) 3. Kopenhagen 4. Frederiksborg 5. Roskilde 6. Vestsjælland 7. Storstrøm 8. Funen 9. Zuid-Jutland 10. Ribe 11. Vejle 12. Ringkjøbing 13. Viborg 14. Noord-Jutland 15. Århus 16. Bornholm (regionale gemeente) |

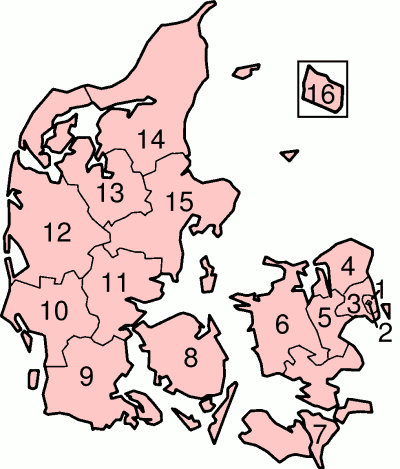
Provincies genummerd

De provincie Kopenhagen omvatte de gemeenten in de metropool Kopenhagen, behalve de gemeenten Kopenhagen en Frederiksberg. Bornholm is een regionale gemeente, welke de vijf voormalige gemeenten van het eiland Bornholm omvatte.
Groenland en de Faeröer horen ook bij Denemarken maar hebben een autonome status en hebben twee zetels in het Deense parlement.
Vanaf 1 januari 2007 is Denemarken ingedeeld in vijf regio's die de dertien provincies hebben vervangen. Tegelijkertijd is het aantal Deense gemeentes teruggebracht van 270 tot 98.